# Arrondissement di Saint-Julien-en-Genevois
L'arrondissement di Saint-Julien-en-Genevois è un arrondissement dipartimentale della Francia situato nel dipartimento dell'Alta Savoia, nella regione dell'Alvernia-Rodano-Alpi.

## Storia
Fu creato nel 1860, dopo l'annessione della Savoia alla Francia. Soppresso nel 1926, fu ricostituito nel 1933.

## Composizione
L'arrondissement è composto da 72 comuni raggruppati in 7 cantoni:
- cantone di Annemasse-Nord
- cantone di Annemasse-Sud
- cantone di Cruseilles
- cantone di Frangy
- cantone di Reignier-Ésery
- cantone di Saint-Julien-en-Genevois
- cantone di Seyssel